# Nicole van de Kerchove
Pour les articles homonymes, voir Kerchove.
Nicole van de Kerchove (ou NVDK), née le 10 septembre 1945 à Deauville et morte le 21 février 2008 au Chili, est une pianiste et navigatrice française. Elle est l'auteur de plusieurs livres relatant ses voyages.

## Biographie

### Enfance
Nicole van de Kerchove, née d'une famille d'origine belge passe toute son enfance à Camp Bénard, à une vingtaine de kilomètres de Lisieux. Elle n'ira jamais à l'école, prend des cours de piano, apprend à lire avec ses sœurs, et rend visite à son précepteur à cheval. 
En 1960, alors qu'elle n'a que 15 ans, la jeune fille s'installe à Westende, en Belgique. Elle commence à naviguer dès l'âge de 15 ans sur un Corsaire qu'elle achète grâce à la donation d'une grand-mère.

### L'héritage de Moitessier
En 1967, Bernard Moitessier, qui dispense des cours de voile sur Joshua, voit arriver Nicole van de Kerchove. Entre eux va se tisser une longue amitié.
Après des études de piano classique qui la destinaient à une carrière de concertiste, elle rencontre Loïck Fougeron, un ami de Moitessier, et ils parcourent ensemble les ports de la mer du Nord, chacun à la recherche du bateau idéal. Alors que Loïck Fougeron rachète le bateau d'Annie Van de Wiele, elle fait finalement construire à Volendam, en Hollande, l’Esquilo, petit cotre en acier de neuf mètres, à l'image du Joshua de Bernard Moitessier : solide, offrant le moins possible de risque d'infiltrations d'eau, et une coque sans isolation pour l'entretien de l'acier et la détection de la rouille.
En 1968, pendant la construction de son voilier, elle rejoint Bernard Moitessier et Loïck Fougeron en Angleterre, à Plymouth. Ceux-là préparent respectivement leur bateau, en vue du départ pour le premier tour du monde en solitaire sans escale organisé par le Sunday Times, le Golden Globe. La jeune femme rejoint ensuite Volendam, sa voiture bourrée à craquer du matériel laissé par Joshua et Captain Browne, le nouveau voilier de Loïck Fougeron.
Le jour de la mise à l'eau de l'Esquilo,  Nicole van de Kerchove fête ses 23 ans.

### Sept fois le tour du soleil
Le 28 novembre 1968, elle quitte Nieuwpoort avec François Cheverry, pour un voyage de quelques mois en direction des Antilles. Alors qu'elle se demande, l'angoisse au ventre, si le monde de la mer va lui plaire, elle a sa réponse dans le golfe de Gascogne, au premier coup de vent : elle éclate de rire: « j'aime la vie en bateau, y compris le mauvais temps ».
Elle rejoint la Martinique, où elle retrouve Loïck Fougeron, contraint d'abandonner son tour du monde sans escale. Pour alimenter la caisse de bord, ils transportent des citrons d'une île à l'autre, ou font quelques charters. Pendant cette escale de quatorze mois (elle était partie pour quatre mois), à l'encontre des principes de Moitessier, elle scie le pont de son bateau pour y installer un panneau d'aération, et supprime la chaîne de sous-barbe. La jeune femme s'affirme et se rend bien compte que son programme n'est pas le même que celui pour lequel Bernard Moitessier avait conçu son propre bateau… Elle passe le canal de Panama, et rejoint les îles Galápagos en solitaire, lieu qu'elle avait toujours rêvé d'atteindre. Elle y rencontre George, un Américain qui voyage sur son bateau, Morning light. Ils y naviguent bord à bord dans l'archipel, découvrant sa nature d'une rare richesse, avant que George ne continue vers la Californie.
En 1970, alors qu'elle s'apprête à repasser le canal de Panama, elle rencontre Don Nealey, un autre navigateur solitaire, qui vit sur un Vertue, petit voilier en bois de 7,70 m, nommé Kawan. Après une séparation difficile et le passage du canal, Nicole van de Kerchove retrouve Herman, un ami venu pour la traversée de l'Atlantique. Cependant, elle vire lof pour lof, repasse Panama, et fait route avec lui vers les Galapagos pour rejoindre Kawan au mouillage de San Cristo. Ils se marient à Tahiti, Kawan est vendu, et Nicole accouche d'une petite Sabrina.
La famille suit ensuite la route des alizés : Samoa, Fidji, Nouvelle-Zélande (où elle retrouve Bernard Moitessier, déjà croisé à Tahiti), puis la Nouvelle-Calédonie. Viennent ensuite les îles Kermadec et le difficile cap de Bonne-Espérance, et le chemin vers l'Europe, île Sainte-Hélène, les Antilles, et les Açores.
À son retour en Europe, en 1975, Nicole van de Kerchove, partie à l'origine pour quatre mois vers les Antilles, revient au bout de sept ans avec une famille, un tour de monde dans la poche, et un livre à écrire. Ce sera Sept fois le tour du soleil. Au dos de ce livre, on peut lire: «C'est la première fois qu'une femme se lance dans le tour du monde à la voile toute seule sans y être plus ou moins entrainée par son mari ».
Comme le dit Laurent Charpentier, journaliste de Voiles et Voiliers, «Dans la confrérie des navigateurs hauturiers de ce temps, Nicole est non seulement l'une des rares femmes, c'est aussi la benjamine ». Il rajoute même : «La voile n'apparait plus comme un sport à risque réservé aux hommes. [...] Comme Annie Van de Wiele ou [...] Anita Conti, elle fait entendre une voix originale ».

### Autres voyages
En 1976, elle met au monde Kevin, petit frère de Sabrina. Après une déchirure du couple, Nicole van de Kerchove s'installe dans un vieux manoir près de Pontrieux en Bretagne, Belle Fontaine, qu'elle rénove entièrement. Elle part ensuite avec Sabrina et Kevin, pour un voyage à bord de Malicorne, un ketch de 14 mètres, qui les conduira notamment au Portugal, au Maroc, au Cap-Vert et au Brésil. Elle revient en France, mère d'une petite fille, Kim.
En 1995, elle traverse l'Atlantique sur un JOD24 privé de mât, qu'elle propulse à l'aide de cerfs-volants. Par delà la portée poétique et aux antipodes de toute notion de « record » ou de compétition, NVDK, comme on la surnomme désormais, entend démontrer que des naufragés pourraient par ce moyen rallier une terre ou des routes de navigation.
Elle effectue également des convoyages de bateau avec ses enfants au Viêt Nam, en mer de Chine, à Java ou aux Seychelles. Avec Marins sans Frontières, elle participe aussi à une mission humanitaire de deux ans en Haïti où elle sera très appréciée par la location locale de Jérémie.  Elle voyagera entre Port-au-Prince et Jérémie (Grand'Anse) en passant par les îles Cayemites où se trouvaient un couple de médecins venus aider les populations locales.
En 1999, elle rénove l'Esquilo, et part avec Kim, alors âgée de 14 ans, pour la Patagonie. Elles se faufilent dans les canaux, où les courants et vents sont traîtres.  En 2002, juste après le départ de Kim pour l'Europe, Esquilo se fait prendre dans les glaces, et c'est à la hache et aux winchs que Nicole tente de libérer en vain son voilier de la prison blanche. Il lui faudra attendre quelques jours que la Marine chilienne lui ouvre la voie. Elle prend ensuite le chemin du retour, en solitaire.
En 2004, elle présente à Dijon le film L’air de rien réalisé par  Stéphanie Brabant, produit par France 3/Thalassa d'une durée de 26 minutes, relatant cette extraordinaire traversée avec sa fille. Nicole van de Kerchove a d’ailleurs reçu le prix Alain Bombard par le jury des Ecrans de l'Aventure de Dijon. L’année suivante, elle participe au jury du film présidé par le Canadien Bernard Voyer.
Malgré tous ces voyages, Nicole van de Kerchove, mère de trois enfants (Sabrina, Kevin et Kim), continue à enseigner la pratique du piano et est également l'accompagnatrice du chanteur Louis Capart.
En 2006, Nicole part pendant plus de 2 mois pour veiller sur le voilier d'exploration polaire Vagabond, qui hiverne au Spitzberg. Moins d'un mois après son retour, elle refait son sac pour la Patagonie.
Le 11 février 2008, elle retourne en Terre de Feu pour la sixième fois, avec son compagnon, Roger Fisset. Elle y meurt brutalement d'une embolie pulmonaire lors d'une randonnée sur l'île Navarino, de l'autre côté du canal Beagle.